# Francesc Mestre i Noé

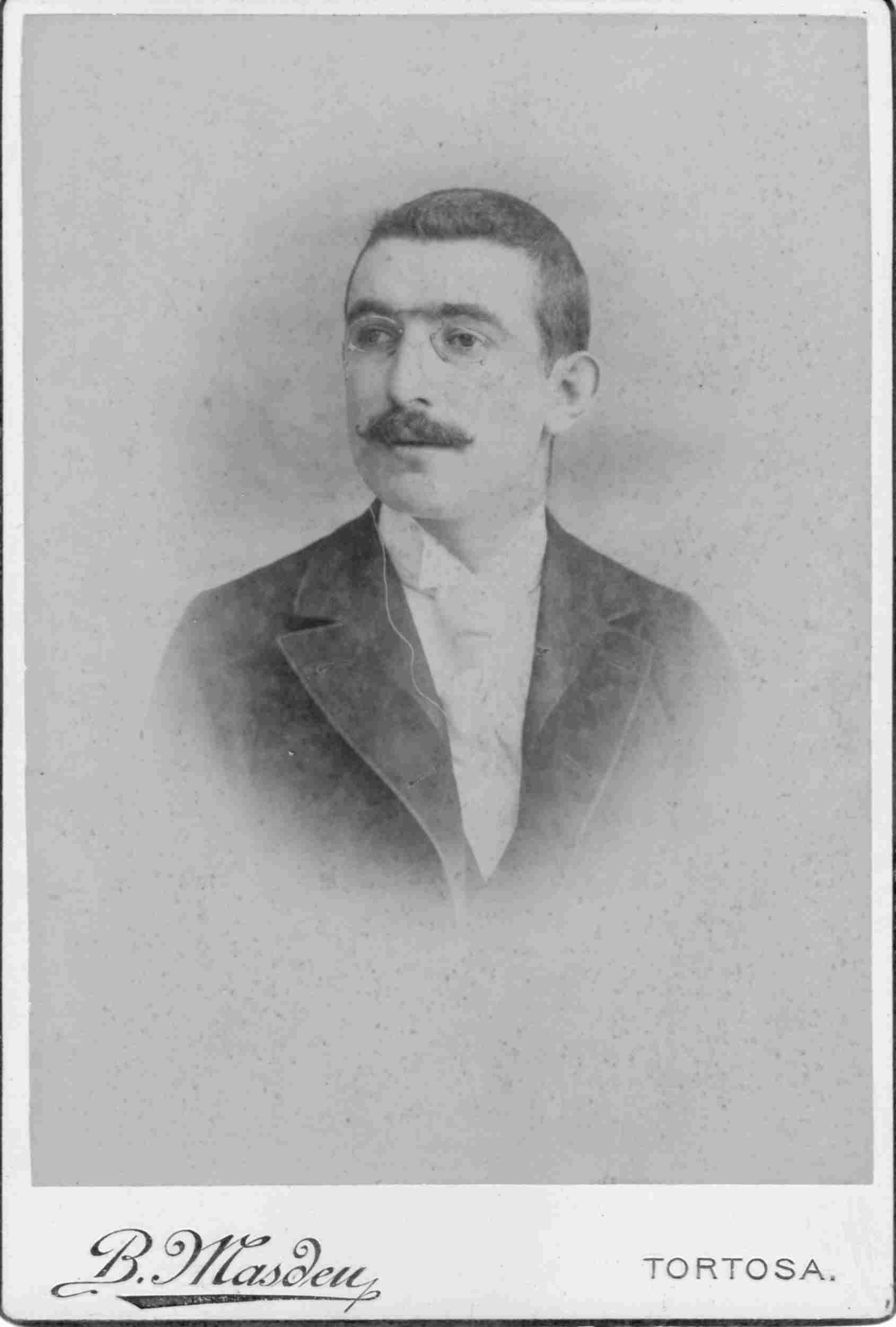
Francesc Mestre i Noè el 1894 com a redactor del periòdic La Verdad.

Francesc Mestre i Noé (Tortosa, Baix Ebre, 8 d'agost de 1866 — Tortosa, Baix Ebre, 6 de novembre de 1940) va ser un historiador, arqueòleg, crític d'art, periodista, llibreter, polític catalanista i lingüista que participà en la Renaixença. Home polifacètic i d'una gran activitat, va ser una de personalitats culturals més destacades de la seva època a la regió de Tortosa.

## Biografia
Va nàixer a Tortosa en una família de tradició menestral dedicada al negoci dels ferros. Era fill de Mariano Mestre i Sans i Maria del Carme Noè i Enclusa. Va iniciar els estudis amb el pare Fidel Fita.
Estava emparentat per banda materna amb el tortosí Jaume Tió i Noè, del qual n'escriurà la seua biografia el 1927: "Temps, vida i obres del polígraf Jaume Tió i Noè".
Casat el 1889 amb Enriqueta Ferrús i Ribes, adquireix la llibreria-impremta del carrer de la Rosa 9-11, antecessora de l'actual llibreria Viladrich.
Inspirat pel moviment romàntic del seu oncle i gràcies a la seua residència a Barcelona (1882-1885), on es gestava tot el moviment de la Renaixença, Mestre comença a interessar-se pel moviment catalanista el qual prendrà forma, una vegada a Tortosa, gràcies al festeig amb la il·lustrada Enriqueta Ferrús i Ribes, qui l'animarà a escriure en català.
Gran amic de Prat de la Riba, fou corresponsal de La Veu de Catalunya durant dècades i fundà el primer setmanari catalanista ebrenc La Veu de Tortosa (1899). Col·laborà en la premsa local amb articles a la revista La Zuda, on publica Contalles crepusculars tortosines (entre 1925 i 1933) i a Heraldo de Tortosa. A més, presidí l'Associació de Premsa de Tortosa creada l'any 1924 i va ser també vicepresident de la Federació de la Premsa Catalanobalear (1931).
Fruit de la col·laboració amb Antoni M. Alcover, publicà el Vocabulari català de Tortosa (1915) i es va mostrar un ferm defensor de la predicació en català en l'opuscle La llengua a les esglésies (1920).
Com a secretari dels Jocs Florals de Tortosa (1904 i 1919), vocal del jurat dels Jocs Florals Constantinians de Tortosa (1913), secretari del Certamen Literari de Tortosa (1928), i en l'àmbit català, mantenidor dels Jocs Florals de Barcelona (1931), era un bon coneixedor de l'obra dels escriptors tortosins, tal com demostra en l'opuscle La Renaixença de Catalunya. I'ls periodistes i literats tortosins del Renaixement (1934).

## Descobridor del "llibre del Pastoret" i Lligaller major

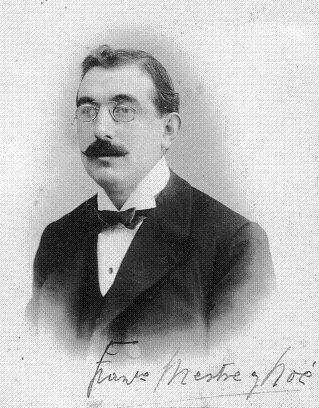
Francesc Mestre i Noè als 34 anys

Durant tota la seua vida Mestre intentarà reivindicar la Tortosa patriòtica dels primers dies de la revolució, enfront de la Tortosa sota l'òrbita hispànica de la guerra. Explica en carta de 10 d'agost de 1925 a l'historiador Ferran de Sagarra i de Siscar els problemes que havia tingut al fer-ho i la polseguera que havia aixecat el seu esforç no reeixit de treure de l'escut de Tortosa la simbologia de la contrarevolució. El 30 de juliol de 1930 Mestre agraeix a Sagarra el seu article sobre la revolució de Tortosa de 1640, pel qual demostrava que Tortosa també havia tingut “defensors de la pàtria”.
La qüestió no va quedar tancada i reapareixia amb la segona República. Segons La Veu de Catalunya de l'1 de març de 1934, l'Ajuntament de Tortosa havia aprovat finalment els canvis en l'escut tortosí contra el vot dels tradicionalistes. Mestre finalment va aconseguir el 1934, que l'Ajuntament tortosí renunciés als títols de “fidelíssima y exemplar”, renúncia que anava lligada a la modificació de l'escut. “Vida tortosina” del 21 de juliol de 1934 dona notícia de la col·locació d'una placa al carrer dedicada als “màrtirs de 1640” i comunica l'aprovació d'un pressupost amb la intenció de publicar un estudi sobre aquests herois patriòtics. El pressupost compta amb el suport de la Generalitat i segons “La Veu” l'ajuntament tortosí també obria un concurs per a la seua impressió. L'estudi no arribà a ser publicat tot i la seua existència. Possiblement els fets d'octubre i la guerra civil ho van impedir.